# 法性亮太
法性 亮太（ほっしょう りょうた）は、NHKのアナウンサー。

## 人物
東京都出身。
慶應義塾高等学校、慶應義塾大学法学部法律学科卒業後、2016年入局。
初任地は石川県の金沢放送局。2020年に熊本放送局に異動。2023年8月に大阪放送局に異動。

## 嗜好・挿話
- 趣味は野球で、中学校から大学まで野球部に所属していた。高校からの同期に山本泰寛、大学では横尾俊建がいた。外野手であったが4年次は学生コーチを務めた。
- 石川県勤務時、筋肉を使う演出のコーナーを担当した。能登半島にも詳しく、中継リポート等を担当した事がある。
- 2023年7月24日放送の『クマロク!』（当日第104回全国高校野球熊本大会決勝テレビ実況担当で試合分析のコーナーに出演）のエンディングの挨拶で異動することを発表した。

## 出演
☆印は現在出演（担当）中。
金沢放送局時代（2016年度 - 2019年度）
- 石川県のニュース・中継・リポート
- 各種スポーツ中継（高校野球など）
- おはよう石川（不定期）
- ニュースいしかわ845（不定期）
- ニュースいしかわ645（不定期）
- かがのとイブニング（マンデースポーツ・ニュースリーダー・リポーター・「きょうのマッスル」コーナー進行、キャスター代行）
- いしかわ令和プレミアム
  - きょうのマッスルSP (2019年12月13日）
- ギュッ!と石川 ゆうどきLive （北陸朝日放送とNHK金沢放送局との共同企画、2019年11月6日、11月7日）
- うまいッ!（2020年1月27日）

熊本放送局時代（2020年度 - 2023年7月）
- 熊本県のニュース・中継・リポート
- ニュース845くまもと（不定期）
- クマロク!（不定期）- ことば塾講師
  - 稲塚貴一のキャスター代行（2020年8月31日 - 9月4日）
- 各種スポーツ中継（高校野球、Jリーグ、バスケットボールBリーグなど）
  - Jリーグ中継2023 大分トリニータ対ロアッソ熊本（2023年5月13日、熊本県域・大分県域） - リポート
- NHKニュースおはよう日本
  - スポーツ（2020年8月22日・23日） - 武本大樹のキャスター代行
- ニュースウオッチ9
  - スポーツ（2020年1月10日 - 14日） - 一橋忠之のキャスター代行
  - スポーツ（2022年1月10日） - 田所拓也のキャスター代行
- 高専ロボコン2022 「九州沖縄地区大会」（2022年11月13日） - 司会（リポーターの福地礼奈、鹿野未涼とともに出演）

大阪放送局時代（2023年8月 - ）
- ☆関西のニュース・中継・リポート
- ☆各種スポーツ中継（高校野球、Jリーグ、バスケットボールBリーグなど）
- ラグビーワールドカップ2023 - 現地からのリポート[5]
- 令和6年能登半島地震の災害報道対応による金沢放送局（勤務経験有）への応援派遣
  - 正午のニュース、能登半島地震 ライフライン情報（2024年2月29日：全国放送） - 珠洲市から中継リポート
  - 正午のニュース、能登半島地震 ライフライン情報（2024年3月1日：全国放送） - 輪島市から中継リポート
  - ウィークエンド中部（2024年3月2日） - 能登半島地震関連ニュース
  - 石川県のニュース（2024年3月2日）

## 同期のNHKアナウンサー
- 浅野里香
- 江原啓一郎
- 押尾駿吾
- 小野文明
- 川﨑理加
- 佐々木芳史
- 澤田拓海
- 佐藤あゆみ（退職→フリーアナウンサー）
- 高栁秀平（退職→博報堂DYメディアパートナーズグループ）
- 竹野大輝
- 中川安奈（退職→ホリプロ）
- 中村慎吾
- ホルコムジャック和馬